# Jaromír Kafka
Jaromír Kafka (17. února 1900 – ???) byl český a československý politik Československé sociální demokracie a poválečný poslanec Prozatímního Národního shromáždění.

## Biografie
V květnu 1945 se podílel na pražském povstání a byl členem povstalecké České národní rady jako delegát revolučního hnutí českých zemědělců.
V letech 1945-1946 byl poslancem Prozatímního Národního shromáždění za ČSSD, respektive za Jednotný svaz českých zemědělců. Poslancem byl do parlamentních voleb v roce 1946.
Od roku 1954 do roku 1957 byl evidován jako agent StB pod krycím jménem POSLANEC.